# Milena Rychnovská
Milena Rychnovská (17. října 1928 Brno – 3. října 2024) byla česká ekoložka, botanička a vysokoškolská pedagožka. Její rozmanitá výzkumná a pedagogická aktivita zahrnovala především ekofyziologii rostlin a společenstev, krajinnou ekologii lučních společenstev, metodologii ochrany přírody a ekologické vzdělávání. Působila rovněž jako poradkyně ministra životního prostředí Bedřicha Moldana. 

## Životopis

### Mládí a studia
Narodila se v Brně, zájem o přírodu u ní probudil již v dětství otec, profesor entomologie Štěpán Soudek. V letech 1939–1947 studovala Gymnázium dr. Josefa Kudely. Při gymnaziálních studiích na rozvoj jejího zájmu o biologii rostlin měla velký vliv dr. Anežka Hrabětová, brněnská botanička, která v té době na gymnáziu vyučovala. V letech 1947–1951 Rychnovská studovala Přírodovědeckou fakultu Masarykovy univerzity v Brně pod vedením prof. Vladimíra Úlehly. Po ukončení studií zde až do roku 1955 pracovala jako asistentka. Pozici musela opustit kvůli odmítnutí vstupu do KSČ.

### Zaměstnání
V letech 1955–1985 se v brněnské pobočce Botanického ústavu Československé akademie věd věnovala studiu lučních společenstev. Kvůli nedobrovolnému penzionování přešla do Ústavu ekológie krajiny Slovenské akademie věd v Bratislavě, kde pracovala až do roku 1990. Společně s prof. Otakarem Štěrbou položila základy vysokoškolského vzdělávání v oboru ekologie v Olomouci. V letech 1991–2008 působila na nově založené Katedře ekologie a životního prostředí Univerzity Palackého v Olomouci, zde se nejprve v roce 1991 habilitovala, o rok později na této instituci získala titul profesorky ekologie. Od roku 2008 je emeritní profesorkou.
Je autorkou zhruba 110 původních vědeckých prací v českých i mezinárodních časopisech a sbornících. Publikovala rovněž v popularizačně-naučných časopisech, jako je Vesmír či Sedmá generace.

## Vědecké a pedagogické zaměření
První odborné publikace prof. Rychnovské vycházely z její dizertační práce o ekofyziologii rosnatky okrouhlolisté (Drosera rotundifolia) a byly publikovány v časopise Preslia v letech 1953 a 1954. Po nástupu na Akademii věd se Rychnovská soustředila na ekofyziologii vysýchavých stanovišť, na váté písky, stepi a lesostepi. V 60. a 70. letech 20. století spolupracovala s geobotaničkou Emilií Balátovou-Tuláčkovou a půdní mikrobioložkou Blankou Úlehlovou na výzkumu aluviálních lučních porostů a jejich úlohou v krajině. Lučním společenstvům se věnovala i v programu UNESCO "Člověk a biosféra", kde srovnávala ekosystémové funkce polopřirozených oligotrofních podhorských luk a kulturních travních porostů.
Před rokem 1990 měla Rychnovská jen omezené možnosti pedagogického působení. Věnovala se především osvětové činnosti při Ekologické sekci Československé biologické společnosti, vyučovala na Letní škole ekologů pro středoškolské studenty. Po roce 1990 působila na nově založené Katedře ekologie a životního prostředí na Univerzitě Palackého v Olomouci, kde spoluvytvářela koncepci studijního oboru, vyučovala ekologii rostlin a nauku o ekosystémech, vedla studenty magisterského i doktorského studia. Mimo olomouckou univerzitu působila také na Katedře environmentálních studií Fakulty sociálních studií Masarykovy univerzity.
Během 90. let 20. století působila rovněž v redakčních radách odborných botanických časopisů, jako Folia Geobotanica (Průhonice) a Ekólogia (Bratislava). Podílela se i na překladech zásadních ekologických publikací.
| „                         | Aby měla ekologická výchova výsledky, museli by kantoři předávat nejen exaktní znalosti, ale také ideu, museli by umět děti nadchnout, tedy sami souznít s přírodou. Dnes se lidé podivují, že letadlo přeletí z Ameriky do Evropy za dvě hodiny, ale to, po čem šlapou, jim uniká. Že každý lístek je dokonalou „sluneční baterií“ nebo že se tlustá, chlupatá housenka zakuklí, beze zbytku se transformuje a pak že z ní vyletí nádherný motýl, to považují za samozřejmost. Až mrazí v zádech, jak efektivně dokáže příroda hospodařit se svými zdroji. Toto je přece zázrak! | “ |
| — Milena Rychnovská, 2006 | |   |

### Vybrané publikace
- BEGON M., HARPER J. L. & TOWNSEND C. R. (1997): Ekologie: jedinci, populace a společenstva. Olomouc: Univerzita Palackého v Olomouci. (překlad, předmluva)
- RYCHNOVSKÁ M., BALÁTOVÁ E. et al. (1985): Ekologie lučních porostů. Praha: Academia, 292 s.
- RYCHNOVSKÁ M. et al. (1987): Metody studia travinných ekosystémů. Praha: Academia, 269 s.
- RYCHNOVSKÁ M. (ed.) (1993): Structure and functioning of seminatural meadows. Amsterdam: Elsevier, 386 s.

## Ocenění
14. května 2009 obdržela prof. Milena Rychnovská z rukou ministryně Miroslavy Kopicové a evropského komisaře pro vědu a výzkum Janeze Potočnika Cenu Milady Paulové, která je od roku 2009 udílena Ministerstvem školství, mládeže a tělovýchovy ČR ve spolupráci s Národním kontaktním centrem – ženy a věda Sociologického ústavu AV ČR, v.v.i. Cena jí byla udělena za celoživotní přínos české vědě v oblasti udržitelného rozvoje a ekologie.
V roce 2003 získala za zásluhy v biologických vědách medaili G. J. Mendela Akademie věd České republiky. V roce 2013 ji Česká společnost pro ekologii udělila čestné členství za celoživotní přínos k rozvoji hydrobiologického a ekologického výzkumu.